# Bataille de Zappolino
Batailles
1150 – 1200
- Vernavola (1154)
- Spolète (1155)
- Tortone (1155)
- Milan (1158)
- Siziano (1159)
- Crema (1159)
- Carcano (1160)
- Milan (1162)
- Prataporci (1167)
- Alexandrie (1174-1175)
- Legnano (1176)

1201 – 1250
- Calcinato (1201)
- Casei Gerola (1213)
- Cortenuova (1237)
- Brescia (1238)
- Faenza (1239)
- Giglio (1241)
- Viterbe (1243)
- Parme (1248)
- Fossalta (1249)
- Cingoli (1250)

1251 – 1300
- Bataille de Montebruno (1255)
- Cassano (1259)
- Montaperti (1260)
- Bénévent (1266)
- Tagliacozzo (1268)
- Colle (1269)
- Roccavione (1275)
- Desio (1277)
- Forlì (1282)
- Pieve al Toppo (1288)
- Campaldino (1289)

1301 – 1350
- Pavie (1302)
- La Lastra (1304)
- Milan (1311)
- Soncino (1312)
- Gaggiano (1313)
- Rho (1313)
- Ponte San Pietro (1313)
- Scrivia (1315)
- Montecatini (1315)
- Pavie (1315)
- Sestri (1318)
- Bardi (1321)
- Mirandola (1321)
- Gorgonzola (1323)
- Vaprio d'Adda (1324)
- Altopascio (1324)
- Zappolino (1325)
- San Felice (1332)
- San Quirico (1341)
- Gamenario (1345)

1351 – 1402
- Mirandola (1355)
- Casorate (1356)
- Solara (1356)
- Alexandrie (1391)
- Casalecchio (1402)

La bataille de Zappolino est une bataille qui s'est déroulée le 15 novembre 1325 en Italie. Elle voit s'affronter les troupes modénaises du parti gibelin, et les troupes bolonaises du parti guelfe. Il s'agit de l'un des plus grands affrontements du Moyen Âge, avec plus de 40 000 combattants et plus de 2 000 morts, qui s'achève sur une victoire des troupes modénaises. 

## Prologue
L'affrontement arriva à la suite d'anciennes rivalités entre les Modénais, du parti gibelin, et les Bolonais, du parti guelfe. Dans les années précédant 1325, il y avait eu divers épisodes qui peuvent être considérés comme les signes avant-coureurs de ce qui fut un affrontement d'une envergure difficilement imaginable même de nos jours. En 1296, les Bolonais avaient envahi les terres de Bazzano et de Savignano sul Panaro et les avaient soustraites en fait aux Modénais grâce à l'appui du pape Boniface VIII. En effet, ce dernier rendit une sentence arbitrale par laquelle il reconnaissait la possession des châteaux de ces localités par le parti guelfe.
Par cette manœuvre, le pape entendait renforcer son pouvoir sur les guelfes, qui voyaient dans les gibelins de Modène, alliés de l'empereur, l'ennemi principal avec lequel ils devaient résoudre l'ancien problème des frontières. D’autre part, Bologne avait étendu ses visées territoriales, devant faire face à l'augmentation démographique découlant de la renommée de son université. Les luttes d'investiture et la guerre de frontière se mélangèrent et conduisirent à des événements tragiques.
À Modène, la situation était légèrement plus compliquée ; de fait, après la mort d'Obizzo II d'Este, ses enfants avaient lutté pour la succession. Azzo VIII d'Este fut celui des enfants qui l'emporta et, ne réussissant pas à avoir l'appui de la noblesse citadine, il défia Bologne pour renforcer son prestige. Cet épisode aigrit les esprits, et la guerre se fit encore plus violente le long de la frontière, mais Azzo en sortit vaincu. À la mort de ce dernier, Rinaldo « Passerino » Bonacossi fut élu et poursuivit et intensifia la politique de guerre.
Dans les mois qui précédèrent la date de la bataille, l'activité militaire se fit intense à la frontière entre Modène et Bologne. En effet, les Bolonais entrèrent sur le territoire de Modène en juillet et mirent à sac la campagne. En septembre, ce fut le tour du territoire mantouan et, à nouveau, celui de la campagne modénaise, mais à la fin, les gibelins conquirent, en raison d'une trahison, le château de Monteveglio, qui constituait un rempart important pour la défense de Bologne. Zappolino et son château étaient donc alors devenus le dernier bastion important à défendre le chef-lieu actuel de l'Émilie-Romagne.

## L'affrontement
L'affrontement survint le 15 novembre 1325 au coucher du soleil ou à 15 h 30. Il opposa près de 30 000 fantassins et de 2 500 cavaliers du côté bolonais, à 5 000 fantassins et à 2 800 cavaliers du côté modénais, dont un grand nombre étaient d'origine germanique et experts en art militaire. Les gibelins étaient déployés autour du plateau où se trouve de nos jours la localité de Ziribega (it), tandis que les guelfes se trouvaient au début de la pente qui monte de Bersagliera vers Zappolino, appelée les « prés de Soletto », le château dans leur dos. Les Bolonais n'eurent pas beaucoup de temps à leur disposition pour organiser les troupes, les ayant rappelées en toute hâte de Bazzano et de Ponte Sant'Ambrogio, où les Modénais les avaient attirées par quelques stratagèmes ; le but était d'arrêter l'avance de l'ennemi vers Monteveglio, où on cherchait à reconquérir le château, et probablement de défendre la forteresse de Zappolino.
Les Modénais, aux ordres de Bonacossi et dirigés par Azzon Visconti, attaquèrent les cavaliers des premières lignes bolonaises, tandis que la cavalerie de Gangalando Bertucci di Guiglia attaquait le flanc du côté d'Oliveto. Muzzarello da Cuzzano, qui connaissait le territoire comme Gangalando et était seigneur du château homonyme situé à peu de distance du lieu de bataille, participa aussi aux manœuvres. La bataille fut très brève (près de deux heures), mais se conclut par la terrible défaite de l'armée bolonaise. En effet, malgré leur supériorité numérique les troupes guelfes, surprises par l'attaque latérale, fuirent. Beaucoup d'hommes cherchèrent refuge à l'intérieur du château de Zappolino, d'autres au château d'Oliveto et d'autres encore, poursuivis, atteignirent Bologne et y trouvèrent refuge en y entrant par la porte San Felice.
Les morts furent plus de deux mille. Les Modénais parvinrent aux portes de Bologne après avoir détruit au passage les châteaux de Crespellano, de Zola, de Samoggia, d'Anzola, de Castelfranco et de Piumazzo (it), ainsi que l'église du Reno, près de Casalecchio, qui permettait de dévier les eaux du fleuve vers la ville. Ils ne tentèrent toutefois pas d'assiéger la ville, mais se contentèrent de narguer quelques jours les vaincus en courant quatre palios hors les murs et rentrèrent finalement à Modène en emportant comme trophée le seau d'un puits, qui se trouve encore sous une bouche d'égout située à l'extérieur de la porte San Felice. À la suite de cette bataille, et grâce peut-être au poème Le Seau enlevé d'Alessandro Tassoni qui en raconte les événements en termes héroï-comiques, cet événement est aujourd'hui appelé la bataille du Seau enlevé.
Quelques mois plus tard, en janvier 1326, la paix conclue par les deux partis entraîna la restitution des terres et des châteaux que les gibelins avaient conquis sur les Bolonais, probablement en échange d'argent qui passa aux mains de Passerino Bonacolsi.
Bien qu'un affrontement de cette envergure ait presque été oublié, peut-être pour ne pas avoir produit d'effets historico-politiques d'importance, le souvenir de la tragédie resta vif quelque temps dans l'esprit des vaincus. En effet, plusieurs années plus tard, Antonio Beccari (it), poète nomade qui avait vécu à la cour des Oleggio, cita l'affrontement de Zappolino dans un vers où il chantait la cruauté et la traîtrise de l'âme humaine.